# Campionati del mondo di atletica leggera 1983 - Marcia 20 km
La specialità della marcia 20 km maschile dei campionati del mondo di atletica leggera 1983 si è svolta il 7 agosto nel percorso creato nelle strade di Helsinki, in Finlandia, con partenza ed arrivo nello Stadio Olimpico.

## Podio
| Pos.    | Atleta             | Nazionalità      | Tempo    | Note |
| ------- | ------------------ | ---------------- | -------- | ---- |
| Oro     | Ernesto Canto      | Messico          | 1h20'49" |      |
| Argento | Jozef Pribilinec   | Cecoslovacchia   | 1h20'59" |      |
| Bronzo  | Yevgeniy Yevsyukov | Unione Sovietica | 1h21'08" |      |

## Situazione pre-gara

### Record
Prima di questa competizione, il record del mondo (RM) e il record dei campionati (RC) erano i seguenti.
| Record                | Prestazione  | Atleta                | Data                                      | Competizione |
| --------------------- | ------------ | --------------------- | ----------------------------------------- | ------------ |
| Record mondiale       | 1h19'35      | Domingo Colin Messico | 27 aprile 1980 Cherkasy, Unione Sovietica |              |
| Record dei campionati | Nuovo evento | Nuovo evento          | Nuovo evento                              | Nuovo evento |

### Campioni in carica
I campioni in carica a livello mondiale e olimpico erano:
| Campione | Atleta                   | Prestazione  | Data                                   | Competizione         |
| -------- | ------------------------ | ------------ | -------------------------------------- | -------------------- |
| Olimpico | Maurizio Damilano Italia | 1h23'35"5    | 24 luglio 1980 Mosca, Unione Sovietica | Giochi olimpici 1980 |
| Mondiale | Nuovo evento             | Nuovo evento | Nuovo evento                           | Nuovo evento         |

### La stagione
Prima di questa gara, gli atleti con le migliori tre prestazioni dell'anno erano:
| Pos. | Atleta                            | Prestazione | Data                              |
| ---- | --------------------------------- | ----------- | --------------------------------- |
| 1    | Jozef Pribilinec Cecoslovacchia   | 1h19'49"    | 17 aprile 1983 Barcellona, Spagna |
| 2    | José Marín Spagna                 | 1h20'00"    | 17 aprile 1983 Barcellona, Spagna |
| 3    | Nikolay Matveyev Unione Sovietica | 1h21'18"    | 9 aprile 1983 Ruse, Bulgaria      |

## Risultati
| Class   | Nome                 | Nazione          | Tempo    | Note             |
| ------- | -------------------- | ---------------- | -------- | ---------------- |
| Oro     | Ernesto Canto        | Messico          | 1h20'49" |                  |
| Argento | Jozef Pribilinec     | Cecoslovacchia   | 1h20'59" |                  |
| Bronzo  | Yevgeniy Yevsyukov   | Unione Sovietica | 1h21'08" |                  |
| 4       | José Marín           | Spagna           | 1h21'21" |                  |
| 5       | Gérard Lelièvre      | Francia          | 1h21'37" | Record nazionale |
| 6       | Pavol Blažek         | Cecoslovacchia   | 1h21'54" |                  |
| 7       | Maurizio Damilano    | Italia           | 1h21'57" |                  |
| 8       | Guillaume LeBlanc    | Canada           | 1h22'04" | Record nazionale |
| 9       | Raúl González        | Messico          | 1h22'06" |                  |
| 10      | Roland Wieser        | Germania Est     | 1h22'14" |                  |
| 11      | Anatoliy Gorshkov    | Unione Sovietica | 1h22'34" |                  |
| 12      | Reima Salonen        | Finlandia        | 1h22'51" |                  |
| 13      | Pyotr Pochenchuk     | Unione Sovietica | 1h24'55" |                  |
| 14      | Ralf Kowalsky        | Germania Est     | 1h25'13" |                  |
| 15      | Dave Smith           | Australia        | 1h25'23" |                  |
| 16      | Enrique Vera         | Messico          | 1h25'27" |                  |
| 17      | Alik Basriev         | Bulgaria         | 1h25'49" |                  |
| 18      | Carlo Mattioli       | Italia           | 1h25'53" |                  |
| 19      | Jim Heiring          | Stati Uniti      | 1h25'55" |                  |
| 20      | Marcel Jobin         | Canada           | 1h26'13" |                  |
| 21      | Erling Andersen      | Norvegia         | 1h26'39" |                  |
| 22      | Michael Bonke        | Germania Est     | 1h26'57" |                  |
| 23      | José Pinto           | Portogallo       | 1h27'10" |                  |
| 24      | Alessandro Pezzatini | Italia           | 1h27'15" |                  |
| 25      | Phil Vesty           | Regno Unito      | 1h27'20" |                  |
| 26      | Martial Fesselier    | Francia          | 1h27'39" |                  |
| 27      | Roman Mrázek         | Cecoslovacchia   | 1h27'46" |                  |
| 28      | Jordi Llopart        | Spagna           | 1h27'49" |                  |
| 29      | Simon Baker          | Australia        | 1h28'09" |                  |
| 30      | Willi Sawall         | Australia        | 1h28'16" |                  |
| 31      | Per Rasmussen        | Svezia           | 1h28'51" |                  |
| 32      | Matti Katila         | Finlandia        | 1h29'14" |                  |
| 33      | Lars Ove Moen        | Norvegia         | 1h29'16" |                  |
| 34      | Francisco Botonero   | Spagna           | 1h29'42" |                  |
| 35      | Abdelwahab Ferguene  | Algeria          | 1h29'53" |                  |
| 36      | Tim Lewis            | Stati Uniti      | 1h30'10" |                  |
| 37      | Roger Mills          | Regno Unito      | 1h30'25" |                  |
| 38      | Shemsu Hassan        | Etiopia          | 1h30'36" |                  |
| 39      | Kevin Taylor         | Nuova Zelanda    | 1h30'38" |                  |
| 40      | Li Guangxing         | Cina             | 1h31'02" |                  |
| 41      | Ian McCombie         | Regno Unito      | 1h31'14" |                  |
| 42      | Ram Chand            | India            | 1h31'32" |                  |
| 43      | Jiang Shaohong       | Cina             | 1h31'43" |                  |
| 44      | Petri Makela         | Finlandia        | 1h32'21" |                  |
| 45      | Benamar Kachkouche   | Algeria          | 1h32'33" |                  |
| 46      | Takehiro Sonohara    | Giappone         | 1h33'45" |                  |
| 47      | Sergio Gutierrez     | Costa Rica       | 1h33'59" |                  |
| 48      | Joseph Martens       | Belgio           | 1h34'39" |                  |
| 49      | Santiago Fonseca     | Honduras         | 1h35'07" |                  |
| 50      | Shane Donelly        | Nuova Zelanda    | 1h35'21" |                  |
| 51      | Osvaldo Morejon      | Bolivia          | 1h36:37" |                  |
| 52      | Per Nielsen          | Danimarca        | 1h38'52" |                  |
| 53      | Stefano Casali       | San Marino       | 1h39'41" |                  |
| 54      | Nadarajan Rengasamy  | Singapore        | 1h51'35" |                  |
| 55      | Uaongo Areai         | Isole Cook       | 2h05'13" |                  |
|         | Marco Evoniuk        | Stati Uniti      | dnf      |                  |
|         | François Lapointe    | Canada           | dnf      |                  |
|         | Keith Olsthoom       | Nuova Zelanda    | dnf      |                  |
|         | Bo Gustafsson        | Svezia           | dq       |                  |
|         | Burhan Vurgun        | Turchia          | dq       |                  |
|         | Jan Staaf            | Svezia           | dns      |                  |
|         | Zhang Fuxin          | Cina             | dns      |                  |